# فيتور بوينو
فيتور فريزارين بوينو (بالبرتغالية: Vitor Frezarin Bueno) هو لاعب كرة قدم برازيلي في مركز الوسط المهاجم ولد في يوم 5 سبتمبر 1994 في بلدة مونتي ألتو في البرازيل، يلعب حالياً مع نادي دينامو كييف وسبق له اللعب مع نادي سانتوس ونادي بوتافوغو ويبلغ طوله 183 سم.

## روابط خارجية
- فيتور بوينو على موقع اتحاد أوكرانيا (الإنجليزية)
- فيتور بوينو على موقع رابطة كرة القدم اليابانية للمحترفين (اليابانية)
- فيتور بوينو على موقع قاعدة بيانات كرة القدم.إي يو (الإنجليزية)
- فيتور بوينو على موقع Soccerway.com (الإنجليزية)
- فيتور بوينو على موقع عالم كرة القدم.نت (الإنجليزية)